# نهر تيفيه
نهر تيفيه (بالبرتغالية: Rio Tefé) هو رافد لنهر الأمازون في أمازوناس ولاية في شمال غرب البرازيل.
يتدفق نهر تيفيه عبر منطقة غابات جورو- بوروس ذات البيئية الرطبة. تشكل الحدود الشرقية لغابة تيفيه الوطنية، التي تم إنشاؤها في عام 1989. قبل الإندماج في الأمازون، تشكلت بحيرة تيفية (بالبرتغالية: Lago Tefé). تقع مدينة تيفي على ضفاف البحيرة. ويعرف نهر تيفيه بأنه نهر المياه السوداء.